# スタッド・ヨジー・バーテル
スタッド・ヨジー・バーテル（Stade Josy Barthel）はルクセンブルク・ルクセンブルク市にある多目的スタジアム。主としてサッカールクセンブルク代表の試合が開催されている他、ラグビーや陸上競技の試合も行われている。

## 歴史
建設当初の名前は「スタッド・ミュニシパル」（Stade Municipal）。旧スタジアムは老朽化のため取り壊され、現在は1990年に再建された2代目である。現在の名前は1952年のヘルシンキオリンピック・1500m走で金メダルを獲得したヨジー・バーテルにちなみ、1993年7月に改称された。
2014年、総工費€230,000を投じてUEFA EURO 2016予選に向けた改修工事が行われた。